# Ondřej Kacetl
Ondřej Kacetl (* 15. října 1990, Znojmo) je český reprezentační hokejový brankář, od prosince 2020 nastupující za český klub HC Oceláři Třinec.

## Hráčská kariéra
Svoji hokejovou kariéru začal v týmu HC Aptec Orli Znojmo, kde prošel všemi mládežnickými kategoriemi a v sezoně 2009/10 si odbyl premiéru v A-mužstvu působícím tehdy v první lize. Nadále však chytal také za juniory, se kterými v roce 2011 vybojoval ligový titul. Mezi třemi tyčemi u "áčka" se začal stabilně objevovat v ročníku 2011/12, kdy klub hrál mezinárodní ligu EBEL. V roce 2013 odešel společně s Martinem Pláňkem ze Znojma do extraligového týmu HC Mountfield z Českých Budějovic. Celé mužstvo se však záhy přesunulo do Hradce Králové, kde vznikl nový klub Mountfield HK. Krátce po přesunu si s týmem zahrál na turnaji European Trophy v severní divizi, kde Hradec skončil v konfrontaci s mužstvy Luleå HF (Švédsko), EC Red Bull Salzburg (Rakousko), HC Škoda Plzeň, HC Kometa Brno, Kärpät Oulu (Finsko), Hamburg Freezers a Eisbären Berlín (oba Německo) na osmém nepostupovém místě. 17. ledna 2014 si ve 39. kole extraligy na královéhradeckém ledě v utkání proti obhájci titulu klubu HC Škoda Plzeň připsal svoji první vychytanou nulu v nejvyšší soutěži a byl vyhlášen nejlepším domácím hráčem zápasu. V týmu zpočátku příliš nehrál a kryl záda Pavlu Kantorovi, zároveň kvůli většímu zápasovému vytížení nastupoval formou střídavých startů nebo hostování v první lize za Rebel Havlíčkův Brod či Duklu Jihlava. Po Kantorově odchodu se před ročníkem 2015/16 stal jedničkou. V lednu 2016 uzavřel s královéhradeckým vedením nový dvouletý kontrakt s následnou opcí na prodloužení spolupráce. Sezonu 2016/17 začal jako první brankář, ale po nepříliš povedeném vstupu mužstva do ročníku ho nahradil mezi třemi tyčemi Patrik Rybár. Kacetl od devátého ligového kola chytal sporadicky a formou střídavých startů pomáhal Stadionu Litoměřice, prvoligové farmě Hradce. V listopadu 2016 zamířil z Hradce Králové na měsíc hostovat do konkurenčního Dynama Pardubice, opačným směrem odešel taktéž na měsíční hostování útočník Michal Bárta. Po návratu do svého mateřského oddílu se s královéhradeckým klubem představil na konci roku 2016 na prestižním Spengelerově poháru, kde byl tým nalosován do Torrianiho skupiny společně s celky HC Lugano (Švýcarsko) a Avtomobilist Jekatěrinburg (Rusko) a skončil v základní skupině na druhém místě. Ve čtvrtfinále poté vypadl po prohře 1:5 nad evropským výběrem Kanady. S mužstvem poprvé v jeho historii postoupil v extralize do semifinále play-off, kde byl Hradec vyřazen pozdějším mistrem - Kometou Brno v poměru 2:4 na zápasy, ale Kacetl společně se spoluhráči a trenéry získal bronzovou medaili. V květnu 2017 se vrátil na přestup do Dynama Pardubice, kde se domluvil na víceleté smlouvě. 15. června 2020 podepsal smlouvu s českým klubem HC Kometa Brno. Dne 17. prosince 2020 podepsal smlouvu na hostování s klubem HC Oceláři Třinec do konce sezóny. V té jakožto jednička dovedl Třinec až do finále. V play-off vychytal celkem šest čistých kont, čímž překonal ligový rekord Romana Málka z roku 2003. V tomto play-off vychytal Kacetl čisté konto celkem šestkrát a dovedl Třinec k titulu. Dne 5. května 2021 podepsal novou smlouvu s klubem HC Oceláři Třinec. Následně s týmem Ocelářů získal mistrovský titul i v sezónách 2021/2022, 2022/2023 a 2023/2024.
7. října 2024 ve čtyřiatřiceti letech debutoval v seniorské reprezentaci na Karjala Cupu proti Švédsku. Výhru 5:2 podpořil 27 zákroky.

## Klubové statistiky
| Sezona    | Klub                    | Soutěž | Základní část | Základní část | Základní část | Vyřazovací část | Vyřazovací část | Vyřazovací část |
| Sezona    | Klub                    | Soutěž | Z             | PGZ           | PÚ            | Z               | PGZ             | PÚ              |
| --------- | ----------------------- | ------ | ------------- | ------------- | ------------- | --------------- | --------------- | --------------- |
| 2009/2010 | HC Aptec Orli Znojmo    | 1. ČHL | 1             | 05,22         | 080,0         | 0—              | 00—             | 00—             |
| 2010/2011 | HC Aptec Orli Znojmo    | 1. ČHL | 11            | 04,40         | 085,7         | 010             | 01,98           | 093,9           |
| 2011/2012 | HC Aptec Orli Znojmo    | EBEL   | 37            | 03,21         | 090,8         | 0—              | 00—             | 00—             |
| 2012/2013 | HC Aptec Orli Znojmo    | EBEL   | 39            | 02,81         | 092,3         | 002             | 06,80           | 077,8           |
| 2013/2014 | HC Rebel Havlíčkův Brod | 1. ČHL | 21            | 02,15         | 094,2         | 005             | 02,40           | 093,7           |
| 2013/2014 | Mountfield HK           | ELH    | 11            | 02,61         | 090,2         | 002             | 02,93           | 091,6           |
| 2014/2015 | HC Dukla Jihlava        | 1. ČHL | 17            | 02,60         | 090,8         | 0—              | 00—             | 00—             |
| 2014/2015 | Mountfield HK           | ELH    | 23            | 02,02         | 091,7         | 003             | 03,69           | 086,9           |
| 2015/2016 | Mountfield HK           | ELH    | 42            | 02,21         | 091,6         | 006             | 02,69           | 090,7           |
| 2016/2017 | Mountfield HK           | ELH    | 14            | 02,45         | 091,1         | 001             | 012,0           | 055,6           |
| 2016/2017 | HC Stadion Litoměřice   | 1. ČHL | 4             | 03,16         | 090,4         | 0—              | 00—             | 00—             |
| 2016/2017 | HC Dynamo Pardubice     | ELH    | 7             | 02,54         | 092,6         | 0—              | 00—             | 00—             |
| 2017/2018 | HC Dynamo Pardubice     | ELH    | 41            | 02,45         | 091,8         | 007             | 02,59           | 091,4           |
| 2018/2019 | HC Dynamo Pardubice     | ELH    | 34            | 3,37          | 89,1          | 0—              | 0—              | 0 —             |
| 2019/2020 | HC Dynamo Pardubice     | ELH    | 27            | 02,73         | 091,3         | 0—              | 0—              | 0 —             |
| 2020/2021 | HC Zubr Přerov          | 1. ČHL | 9             | 1,43          | 94,8          | 0—              | 0—              | 0 —             |
| 2020/2021 | HC Frýdek-Místek        | 1. ČHL | 1             | 3,00          | 91,7          | 0—              | 0—              | 0 —             |
| 2020/2021 | HC Oceláři Třinec       | ELH    | 18            | 2,45          | 88,8          | 16              | 1,11            | 95,5            |
| 2021/2022 | HC Oceláři Třinec       | ELH    | 25            | 1,64          | 93,0          | 13              | 1,47            | 93,8            |
| 2022/2023 | HC Oceláři Třinec       | ELH    | 16            | 2,43          | 90,3          | 18              | 1,48            | 95,1            |
| 2022/2023 | HC Frýdek-Místek        | 1. ČHL | 3             | 2,00          | 93,5          | 0—              | 0—              | 0 —             |
| 2023/2024 | HC Oceláři Třinec       | ELH    |               |               |               |                 |                 |                 |
| 2024/2025 | HC Oceláři Třinec       | ELH    |               |               |               |                 |                 |                 |